# برنار دوکونینک
برنار دوکونینک (فرانسوی: Bernard Deconinck‎؛ زادهٔ ۲۶ آوریل ۱۹۳۶ – درگذشته ۱۵ آوریل ۲۰۲۰) دوچرخه‌سوار پیست اهل فرانسه بود.
وی در مسابقات کشوری و بین‌المللی در مجموع برندهٔ ۱ مدال نقره شده‌است.